# 記憶的旅人
〈記憶的旅人〉（日语：記憶の旅人）是日本搖滾樂團Mr.Children的第10張數位限定發行的單曲，於2024年5月3日由TOY'S FACTORY發行。

## 背景與音樂性
這首歌是為Happinet Phantom Studio發行的電影《青春18×2 通往有你的旅程》（青春18×2 君へと続く道）量身打造的主題曲。櫻井和壽談到這首歌時表示：「曾經在我心中『確實存在過的東西』，以及我現在依然強烈希望能留存於心的東西，從電影的開頭到結尾一直在流動著，那種懷舊、含蓄和溫暖，雖然就在身邊，卻無法觸及，這種焦急感令人渴望人際間的連結。」他還提到：「在參與這部電影時，我極力排除所有不純粹的東西，將音樂以最純粹的形式呈現，這是我們唯一能做到的。」
櫻井以往在創作電影配樂時，會刻意避免過度契合電影中的情節，希望歌曲本身也能夠單獨地被欣賞，但這次他希望音樂能融入成為電影的一部分，強化觀覽電影時的感動。因此，他表示「歌詞貼合電影情節，同時避免讓電影顯得過於戲劇化」。
這首歌繼續邀請到上一張專輯《miss you》中的西門·海爾參與編曲，負責弦樂和鋼琴部分。

## 發行與宣傳
這是自〈永遠〉以來，約兩年後推出的數位限定發行的單曲，並與電影《青春18×2 通往你的道路》在日本的上映日同步發行。
本作的藝術指導由森本千繪負責，封面照片由藤井保拍攝。

## 評價
音樂評論家杉浦美惠對此曲的評價是：「這首歌已經成為電影不可或缺的一部分」。她進一步解釋說：「不像傳統的合作曲會通過意譯故事內容，或用抽象詞語提升普遍性，這首歌純粹就是故事本身。因此，櫻井使用了『參與這部電影』而非『製作主題曲』這樣的表達方式」。

## 排行成績
首週下載量達約1.5萬次，並在2024年5月13日公布的Oricon每週數位單曲榜及2024年5月8日公布的Billboard JAPAN每週下載歌曲榜「Billboard Japan Download Songs」中雙雙獲得第2名。